# Тшцянно
Тшцянно (пол. Trzcianno) — село в Польщі, у гміні Новий Дунінув Плоцького повіту Мазовецького воєводства.
Населення — 96 осіб (2011).
У 1975—1998 роках село належало до Плоцького воєводства.

## Демографія
Демографічна структура станом на 31 березня 2011 року:
|          | Загалом | Допрацездатний вік | Працездатний вік | Постпрацездатний вік |
| -------- | ------- | ------------------ | ---------------- | -------------------- |
| Чоловіки | 43      | 13                 | 24               | 6                    |
| Жінки    | 53      | 15                 | 27               | 11                   |
| Разом    | 96      | 28                 | 51               | 17                   |